# Aspidophorodon obtusum
Aspidophorodon obtusum (лат.) — вид тлей рода Aspidophorodon из подсемейства Aphidinae. Эндемики Китая, Sichuan (Luding County, Minya Konka).

## Описание
Мелкие насекомые. Длина около 1,8 мм. Абдоминальные тергиты с сетью, образованной мелкими неправильными овальными отметинами; краевые отростки на груди и I–IV тергитах брюшка цилиндрические, с тупыми вершинами; усиковые бугорки каждый с цилиндрическим отростком на внутренней вершине, отросток выше срединного лобного бугорка. Этот вид питается на нижней стороне листьев Salix, Cotoneaster. Популяция на Cotoneaster без краевых отростков, что отличается от таковых на Salix cupularis по морфологическим признакам. Однако последовательности ДНК образцов обоих растений-хозяев совпадают на 100 %, а другие признаки у двух популяций схожи; следовательно, у этого вида есть две разные морфы в зависимости от растения-хозяина. Вид был впервые описан в 2015 году. по типовым материалам из Китая. Голова с тремя отростками на лбу; дорзум тела разнообразно украшен морщинками, неправильной полигональной сетчатостью, овальными или полукруглыми скульптурными линиями, мелкими сосочковидными бугорками; трубочки длинные и ложковидные, широкие в основании, слегка вздутые дистально, без фланца.